# Герб Тазовского
Герб муниципального образования посёлок Та́зовский Тазовского района Ямало-Ненецкого автономного округа Тюменской области Российской Федерации.

## Описание герба
«В лазоревом поле над серебряной волнистой узкой оконечностью - червленое, тонко окаймленное золотом, солнце без изображения лица о шести расширяющихся вписанных золотых лучах и повышенно поверх него - серебряная фигура в виде трёх соединенных отвлеченных опрокинутых стропила (два и одно)».
Герб посёлка Тазовский в соответствии с Законом Ямало-Ненецкого автономного округа от 13 октября 2003 года № 41-ЗАО (Статья 6, пункт 3) «О гербе Ямало-Ненецкого автономного округа», может воспроизводиться в двух равнодопустимых версиях:
- с вольной частью - четырехугольником, примыкающим к верхнему и правому краю герба посёлка Тазовский с воспроизведёнными в нем фигурами гербового щита Ямало-Ненецкого округа;
- без вольной части.
Герб посёлка Тазовский в соответствии с Методическими рекомендациями по разработке и использованию официальных символов муниципальных образований (Раздел 2, Глава VIII, п.п. 45-46), утверждёнными Геральдическим советом при Президенте Российской Федерации 28 июня 2006 года может воспроизводиться со статусной короной установленного образца.

## Обоснование символики
Герб языком символов и аллегорий отражает природные и культурные особенности посёлка Тазовский.
Основная фигура герба - золотое солнце композиционно заимствовано из герба Тазовского района и, таким образом символизирует территориальное единство и общность интересов двух самостоятельных муниципальных образований.
Серебряная волнистая оконечность указывает на реку Таз, давшую своё имя посёлку. Волнистая оконечность также аллегорически символизирует водные ресурсы, играющие важную роль в жизни местного населения.
Элемент национального орнамента (рога) образно указывает на коренное население этих территорий - ненцев и развитое здесь оленеводство.
Золото - символ богатства, стабильности, уважения и интеллекта. Золото в гербе поселка Тазовский - аллегория богатства недр Тазовской земли.
Серебро - символ чистоты, совершенства, мира и взаимопонимания. Серебро - цвет северных бескрайних просторов.
Красный цвет - символ труда, силы, мужества, красоты и праздника.
Голубой цвет - символ чести, благородства, духовности, возвышенных устремлений.
Герб разработан при содействии Союза геральдистов России. Авторы герба: идея герба - Константин Мочёнов (Химки), Михаил Ваганов (Железнодорожный); художник - Роберт Маланичев (Москва); компьютерный дизайн - Оксана Афанасьева (Москва); обоснование символики - Кирилл Переходенко (Конаково).
Герб утвержден решением  № 1-3-3 Собрания депутатов муниципального образования поселок Тазовский от 25 февраля 2009 года и внесён в Государственный геральдический регистр Российской Федерации под 4851.

## История
В 1977 году был разработан проект герба посёлка Тазовский, который не имел официального утверждения, но часто использовалься в сувенирной продукции.
Проект герба имел следующий вид: «В верхней лазоревой части щита золотое северное сияние, в средней серебряной - черный олень с золотыми рогами и копытами, тянущий золотые нарты с каюром в черной одежде и золотых сапогах, в нижней лазоревой - серебряная рыба».